# Кнехт, Юстин Генрих
Юстин Генрих Кнехт (нем. Justin Heinrich Knecht; 30 сентября 1752, Биберах — 1 декабря 1817, там же) — немецкий композитор, органист и капельмейстер в своем родном городе, а в 1807—1809 гг. придворный капельмейстер в Штутгарте.
Пользовался очень высокой репутацией как органист, выше его почитали только Йозефа Фоглера. Кнехт написал симфонию «Музыкальные картины природы» (нем. Tongemälde der Natur), которая по программе весьма сходна с Пасторальной симфонией Бетховена; тот же сюжет Кнехт разработал в органной сонате «Блаженство пастуха, прерванное ударом грома» (нем. Die durch ein Donnerwetter unterbrochene Hirtenwonne). Также он является автором других музыкальных произведений, в числе которых псалмы, мессы, несколько опер и водевилей, музыкальная драма «Песнь колокола» (нем. Das Lied von der Glocke, по Шиллеру), органные пьесы, фортепианные вариации, сонатины, дуэты для флейт, арии, гимны, два сборника хоралов и пр.
Композиции Кнехта оказались недолговечными. Кнехт является автором большого числа теоретических сочинений. Как теоретик он стал на позиции доведённого до крайности схематизма в музыке, рассматривая музыкальный материал с помощью терцеобразных построений аккордов на всех ступенях гаммы. Помимо теоретических работ Кнехту принадлежит также учебник игры на органе.